# Stowmarket
Stowmarket is een civil parish in het bestuurlijke gebied Mid Suffolk, in het Engelse graafschap Suffolk met 19.280 inwoners.